# Саамський парламент Норвегії
Саамський парламент Норвегії (норв. Sametinget, півн.-саам. Sámediggi, луле-саам. Sámedigge, пд.-саам. Saemiedigkie, кол.-саам. Sääʹmteʹǧǧ) — виборний представницький орган саамів Норвегії. Заснований у 1989 році у місті Карасьйок у провінції Фінмарк на півночі Норвегії. Складається з 39 депутатів, що обираються кожні чотири роки одночасно з депутатами Стортингу.

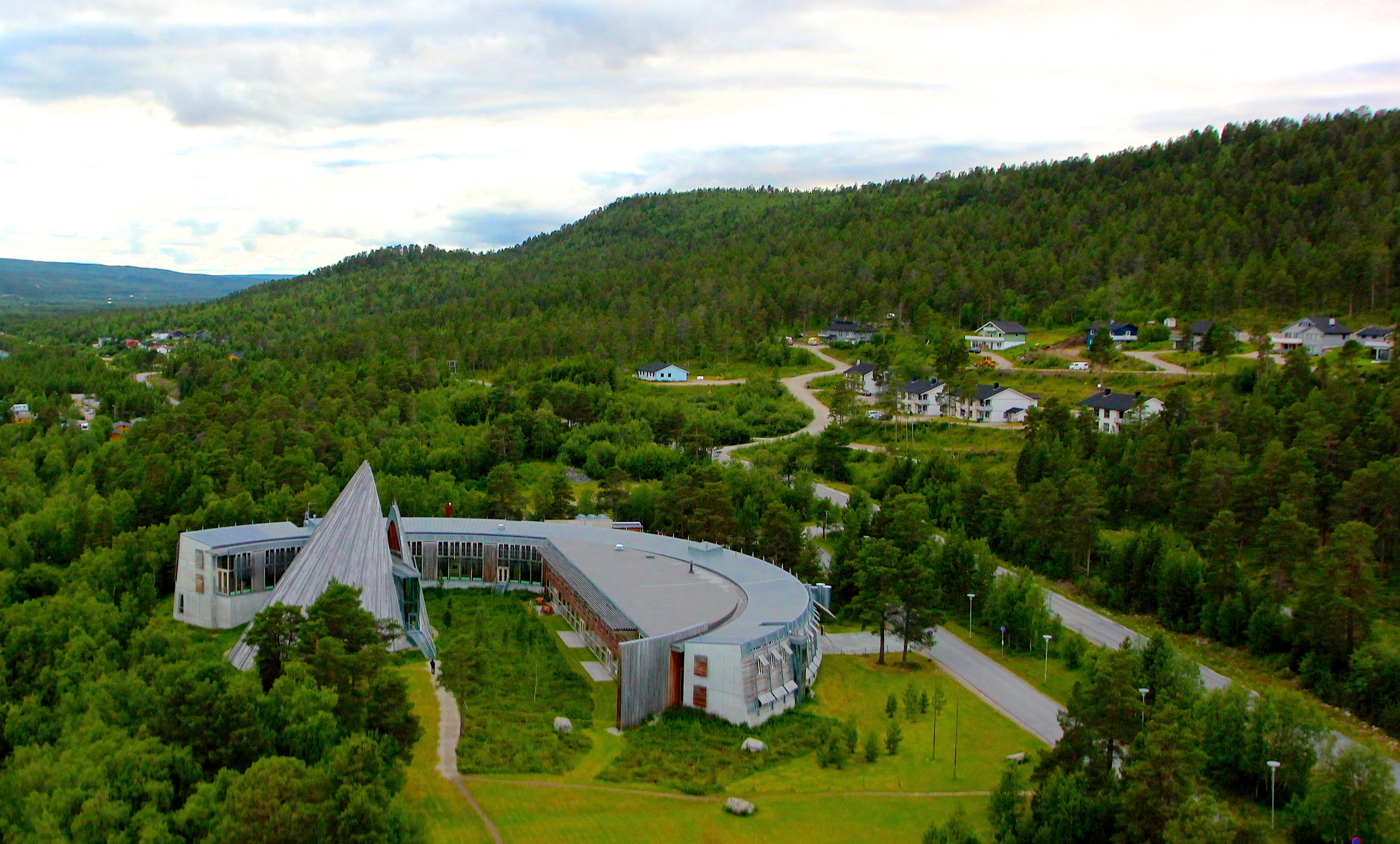
Будівля парламенту у місті Карасьйок

Система виборів у Саамський парламент базується на принципі пропорційного представництва по багатомандатних округах. Депутатські мандати розподіляються у відповідності з голосами, поданими за списки кандидатів, які можуть виставлятися на вибори політичними партіями або іншими групами. Керівні органи парламенту діють на основі рішень, прийнятих на пленарному засіданні. Оперативне керівництво парламентом здійснює Президія парламенту, яку очолює Президент парламенту.
При виборах у Саамський парламент Норвегія ділиться на сім округів. Обирати і бути обраними мають право ті, хто має реєстрацію у саамському переписі. Для такої реєстрації необхідно, щоб людина вважала себе саамом або використовувала саамську мову як рідну, або ж щоб один з його пращурів розмовляв саамською мовою. У Норвегії у саамському переписі 2017 року зареєстровано 17 тис. саамів.

## Президенти
Президент вибирається парламентом з числа депутатів терміном на 4 роки. Президентом, як правило, стає лідер партії більшості.
| Номер | Президент        | Президент                 | Дата обрання | Дата відставки   | Партія                       |
| ----- | ---------------- | ------------------------- | ------------ | ---------------- | ---------------------------- |
| 1     | Ole Henrik Magga | Уле Генрік Магга (1947–)  | 1989         | 1997             | Норвезька саамська асоціація |
| 2     | Sven-Roald Nystø | Свен-Роальд Нюсте (1956–) | 1997         | 2005             | Норвезька саамська асоціація |
| 3     | Айлі Кескітало   | Айлі Кескітало (1968–)    | 2005         | 2007             | Норвезька саамська асоціація |
| 4     | Egil Olli        | Егіль Уллі (1949–)        | 2007         | 2013             | Норвезька робітнича партія   |
| 5     | Айлі Кескітало   | Айлі Кескітало (1968–)    | 2013         | 2016             | Норвезька саамська асоціація |
| 6     | Vibeke Larsen    | Вібеке Ларсен (1971–)     | 2016         | 2017             | Норвезька робітнича партія   |
| 6     | Vibeke Larsen    | Вібеке Ларсен (1971–)     | 2017         | 2017             | Незалежний політик           |
| 7     | Айлі Кескітало   | Айлі Кескітало (1968–)    | 2017         | діючий президент | Норвезька саамська асоціація |